# 石黒ヨンペイ
石黒 ヨンペイ（いしぐろ よんぺい、2005年10月4日 - ）は、日本のコメディアン、パフォーマー。一人で活動することもあるが、父親である石黒サンペイと共に活動することもある。傘回し・皿回しが得意。全世界の人を笑わせたいとテレビの取材で語った。

## 経歴
3歳から舞台に立つ。父は芸人の石黒サンペイ。浅草を拠点に活動。 
3歳の頃、芸人であり父親の、石黒サンペイに憧れ、弟子入りを志願。
3か月後に親戚の結婚式で初舞台を踏む。たくさんの笑いと拍手をもらい、「芸人として生きていく」と決意をした彼は、本格的に芸を学んでいく。
2016年の冬から、日本一の旅館「加賀屋」にて長期公演が始まった。
一日4ステージのショーを約1か月間行い、芸のレパートリーや、トーク力をどんどん伸ばしていく。
2020年、彼が中学2年生の頃に、
テンヨージュニアマジシャンビデオコンテストでグランプリを受賞。
この頃から、「トークの面白い中学生がいる！」とテレビの依頼が急増。
2021年の12月から、葛飾区金町の劇場で月に一度の単独ライブを開催しているヨンペイ。
葛飾区内のファンがどんどん増えていき、ライブは常に満席である。
2022年3月、日本のマジック業界で最も権威のある賞、
Japan Cup・ルーキーオブザイヤーを受賞。
帝国ホテルで行われた授賞式では、数々の著名人が彼に祝福した。
2022年7月、『草彅やすとものうさぎとかめ』に出演。
2022年8月、TBS『ラヴィット！』に出演。
2023年11月、葛飾区のビックイベント「寅さんサミット」の司会を2年連続で行う。

## 受賞歴
- 2020年 - 「テンヨージュニアコンテスト展」∶グランプリ
- 2022年 - 「Japan Cup・ルーキーオブザイヤー」

## 出演
- めざましテレビ（フジテレビ）
- ラヴィット（TBS）
- サンデージャポン（TBS）
- お願いランキング（テレビ朝日）
- 連続テレビ小説おちょやん（NHK）